# Agustín Eizaguirre Ostolaza
Agustín Eizaguirre Ostolaza   (Zarautz, 7 d'octubre de 1897 - Sant Sebastià, 28 de novembre de 1961) fou un futbolista espanyol de les dècades de 1910 i 1920.
Amb la selecció espanyola guanyà la medalla d'argent als Jocs Olímpics de 1920, on va ser suplent de Ricard Zamora, tot i que mai va arribar a debutar. A nivell de clubs, defensà els colors de la Reial Societat.
Era pare del també futbolista Ignacio Eizaguirre Arregui.